# Ashford Mill
Ashford Mill è un insediamento nella contea di Inyo in California sito all'interno della Valle della Morte che si trova ad un'altitudine di 121 piedi (37 m) sotto il livello del mare. Ad oggi non rimangono che poche rovine.
Le miniere presenti sul sito furono costruite nel 1914 dai fratelli Ashford.